# Giovanni Battista Breda
Giovanni Battista Breda (Melegnano, 21 luglio 1931 – 13 luglio 1992) è stato uno schermidore italiano, specializzato nella spada. Ha vinto una medaglia d'argento ai Giochi olimpici.

## Palmarès
In carriera ha ottenuto i seguenti risultati:
Giochi olimpici
Individuale
A squadre
- Argento nella spada a Tokyo 1964

Campionati italiani
Individuale
- Oro nella spada nel 1966

A squadre